# El campo
El campo és una pel·lícula argentina dirigida per Hernán Belón, coautor del guió amb Valeria Radivo, i protagonitzada per Leonardo Sbaraglia, Dolores Fonzi i Matilda Manzano. Fou exhibida al Festival Internacional de Cinema de Reykjavík. Va ser estrenada el 3 de maig de 2012.

## Sinopsi
Un matrimoni amb una filla petita viu al camp, a una casa derruïda que planegen recondicionar. En aquest ambient aliè i solitari, comencen a sorgir conflictes en la parella.

## Repartiment
- Leonardo Sbaraglia com Santiago
- Dolores Fonzi com Elisa
- Matilda Manzano com Matilda
- Pochi Ducasse com Odelsia
- Juan Villegas com Alberto
- Javier Volá com Playero
- Rodolfo Benegas com Mozo

## Nominacions i premis
L'actuació de Dolores Fonzi li va valer la Bisnaga de plata a la millor actriu al Festival de Màlaga de 2012 i fou nominada al Premi Cóndor de Plata a la millor actriu (2013) i el premi a la millor actriu als Premis Sur de 2012. Leonardo Sbaraglia fou premiat al Festival Internacional de Cinema d'Amiens i la pel·lícula va rebre el premi ecumènic al Festival Internacional de Cinema de Friburg.